# Peugeot Type 50
La Peugeot Type 50 est un modèle d'automobile produit par le constructeur français Peugeot en 1903.